# Hydrophilus smaragdinus
Hydrophilus smaragdinus es una especie de escarabajo acuático del género Hydrophilus, familia Hydrophilidae. Fue descrita científicamente por Brullé en 1836.
Se distribuye por Bolivia, Brasil, Cuba, Guayana Francesa, Surinam, Perú y México.